# Tryb łączący w języku angielskim
Tryb łączący, czyli subjunctive (mood) jest używany do opisu sytuacji i zdarzeń nierzeczywistych, które są możliwe, pożądane bądź wyobrażone.
Tryb łączący był częsty w starszych formach języka angielskiego, dziś zastępowany jest głównie przez should, specjalnym użyciem czasów przeszłych i zwykłymi formami czasowników.
Forma teraźniejszego trybu łączącego identyczna jest z bezokolicznikiem np. be, beware, have. Ta sama forma używana jest zarówno w odniesieniu do teraźniejszości, jak i przeszłości. W przeczeniach nie używa się operatora do.
Czasownik were używany zamiast was określany jest jako przeszły tryb łączący.

## Teraźniejszy tryb łączący

### Brytyjski angielski
Tryb łączący jest rzadki w brytyjskiej odmianie angielskiego. Zamiast niego używa się zwykle should lub zwykłych czasów teraźniejszych i przeszłych:
- It is vital that he should be present at the meeting. → Istotne jest, aby był obecny na spotkaniu..
- It is vital that he is present at the meeting. → Istotne jest, aby był obecny na spotkaniu..
- I proposed that she shouldn't/didn't drive in the snowstorm. → Zaproponowałem, żeby nie jechała podczas śnieżycy.

### Amerykański angielski
Tryb łączący jest możliwy po wyrazach sugerujących, że coś jest ważne lub pożądane np. suggest, recommend, ask, insist, vital, essential, important, advice, prefer, desirable, necessary, eager, anxious, concerned, wish i używany głównie w formalnym języku wariantu amerykańskiego angielskiego.: 
- It is essential that each child have the same educational opportunities → Jest niezwykle ważne, aby każde dziecko miało identyczne szanse edukacyjne.
- Our advice is that the company invest in new equipment → Radzimy, by firma zainwestowała w nowy sprzęt.
- We felt it desirable that he not leave school before eighteen → Życzyliśmy sobie, by nie opuścił szkoły przed ukończeniem 18 roku życia.
- I recommended you move to another office → Zażyczyłem sobie, byś przeniósł się do innego biura.
- It is important that Helen be present when we sign the contract →  Ważne, by Helen była przy tym, jak będziemy podpisywać kontrakt.

### Stałe zwroty
Tryb łączący występuje w utartych zwrotach:
- God save the Queen
- Long live the King
- God bless you → niech cię Bóg błogosławi
- Heaven forbid → broń Boże
- Be that as it may → tak czy inaczej, bądź co bądź, tak czy owak
- So be it → niech będzie

### Lest
Przyimek lest (o znaczeniu: aby nie..., na wypadek gdyby...) wymaga trybu łączącego lub should:
- They kept watch all night lest robbers (should) come → Trzymali wartę całą noc na wypadek, gdyby przyszli złodzieje
- The government must act, lest  the problem of child poverty (should) grow worse → Rząd musi działać, aby problem biedy dzieci się nie pogorszył.

### Would rather
Użycie teraźniejszego trybu łączącego po would rather jest możliwe ale rzadko spotykane. Zamiast niego najczęściej używa się czasu przeszłego.
- I'd rather he know(s)/knew about the surprise → Wolałbym, żeby wiedział o niespodziance.

## Przeszły tryb łączący
Po if, wish, would rather/sooner, suppose, supposing, imagine oraz as though powszechne jest użycie were zamiast was zwłaszcza w formanym stylu.
- If I were/was you, I'd stop smoking → Gdybym był tobą rzuciłbym palenie.

W amerykańskim angielskim może być to uważane za obowiązkowe:
- If I were you, I'd stop smoking → Gdybym był tobą rzuciłbym palenie.